# Чесма (броненосец)
Чесма́ —  эскадренный броненосец Черноморского флота, второй в серии из четырёх кораблей типа «Екатерина II».
Строился в Севастополе, на верфи РОПиТа. 30 сентября 1883 года получил название «Чесма». Заложен 25 сентября 1884 года. Спущен на воду 18 мая 1886 года, вступил в строй 17 мая 1889 года. 18 марта 1907 года разоружён и сдан в порт. С 1912 года использовался в качестве мишени.
Наблюдателем от Морского министерства при строительстве броненосца был капитан корпуса корабельных инженеров А. П. Торопов, его помощником — поручик А. Э. Шотт. Строителем от РОПиТ был назначен штабс-капитан К. Н. Арцеулов.

## Строительство
30 июня 1882 года в Севастополе член правления РОПиТ Н. Н. Сушев заключил контракт с конторой Санкт-Петербургского порта на постройку по чертежам и спецификациям первого черноморского броненосца «Екатерина II» ещё двух кораблей. Общество обязывалось немедленно приступить к строительству и изготовить всё, кроме машин, брони, артиллерии, шлюпок, якорей с цепями и такелажа. Фактически РОПиТ изготавливало только корпуса кораблей и уже в процессе постройки устанавливало всё вышеперечисленное оборудование, которое Морское министерство обязалось поставлять в заранее оговоренные сроки.

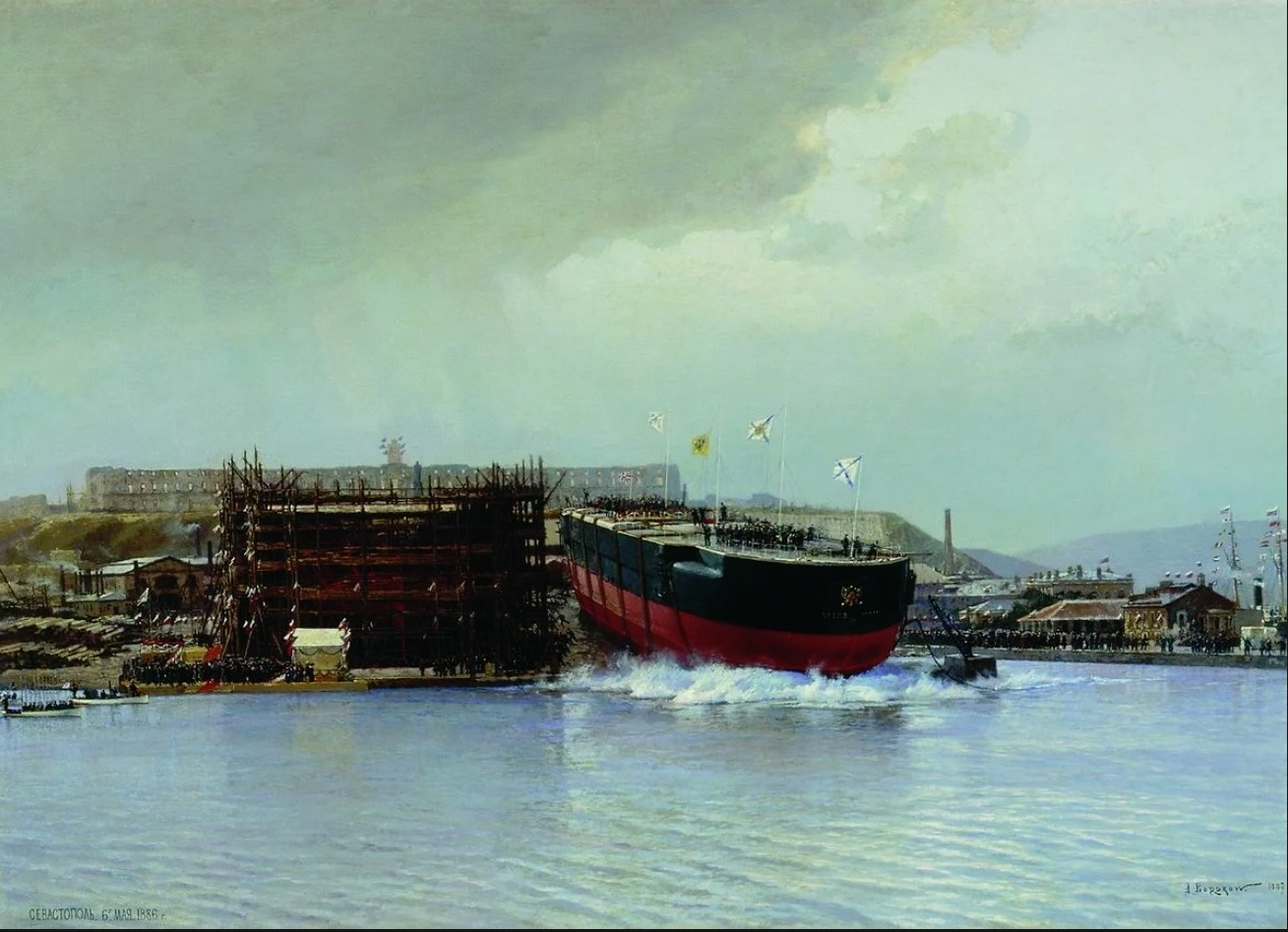
«Спуск броненосца «Чесма» в Севастополе»,
картина художника А.К. Беггрова, (1887)

При постройке броненосца МТК учитывал опыт службы «Петра Великого». В конце августа 1883 года адмирал И. А. Шестаков приказал рассмотреть в Морском техническом комитете вопросы о продлении брони на всю длину корабля, сокращении количества 305-мм орудий до четырёх и размещении их в башнях французской фирмы «Форж и Шантье», о размещении четырнадцати 152-мм орудий на батарейной палубе. В декабре 1883 года МТК утвердил удлинение броневого пояса, но отказался от изменения вооружения.
Заказ на броню был размещён на заводе «Кэмел» в Шеффилде. Два орудийных снижающихся станка 305-мм орудий заказали английскому заводу Андерсона, рассчитывая по ним сделать затем четыре остальных на Обуховском заводе. 12 февраля 1884 года с бельгийской фирмой «Джон Коккериль» был заключён контракт на постройку двух трёхцилиндровых машин, паровых котлов и вспомогательных механизмов к ним.
Намереваясь ввести «Чесму» в строй одновременно с «Екатериной II», в июле 1884 года Морское министерство запросило правление РОПиТ об ускорении на корабле темпа работ и перенесении его спуска на воду на май 1886 года, ради чего был отложен заказ машин для «Синопа» и спуск его на воду.
В ноябре 1885 года по предложению командира броненосного фрегата «Князь Пожарский» капитана 1-го ранга С. О. Макарова на «Чесме» произвели испытания водонепроницаемых переборок, которые по результатам испытания усилили угольниками и Z-образными полосами.
После спуска на воду оказалось, что броненосец имеет перегрузку в 639 тонн по сравнению с проектом. Для облегчения «Чесмы» и «Синопа» капитан Торопов предложил уменьшить ширину и срезать на 381 мм верхний каземат, однако эти работы задержали бы достройку «Чесмы» на четыре месяца, и временный управляющий Морским министерством адмирал Н. М. Чихачёв приказал проделать соответствующие работы только на «Синопе», который ещё стоял на стапеле.
26 марта 1887 года произвели первую паровую пробу главных машин. Первое ходовое испытание провели только 17 июня 1888 года, но из-за неопытности кочегаров сумели развить мощность лишь 7601 л. с. и скорость 12,8 узлов. Испытания признали неудачными. Второе официальное испытание состоялось 24 июня. Корабль развил скорость 13,5 узла при мощности машин 9059 л. с. Присутствовавший инспектор от МТК Н. Г. Нозиков признал неудачным и это испытание. MTK потребовал от бельгийцев произвести установку к шести имеющимся в котельных отделениях вентиляторам ещё шесть дополнительных, на что общество запросило ещё полгода. В итоге паровые машины «Чесмы» долгое время считались лучшими на флоте, но из-за малой производительности котлов нормальная скорость броненосца не превышала 13,5 узлов.

## История службы
Первый год службы выявил необходимость укрепления обшивки под лапами кронштейнов, усиления форсированной тяги котлов, добавочного крепления палубы под носовыми барбетными установками. Артиллерийские испытания выявили ряд конструктивных недостатков, основным из которых было ограничение сектора стрельбы на нос и корму из-за слабости креплений верхней палубы.

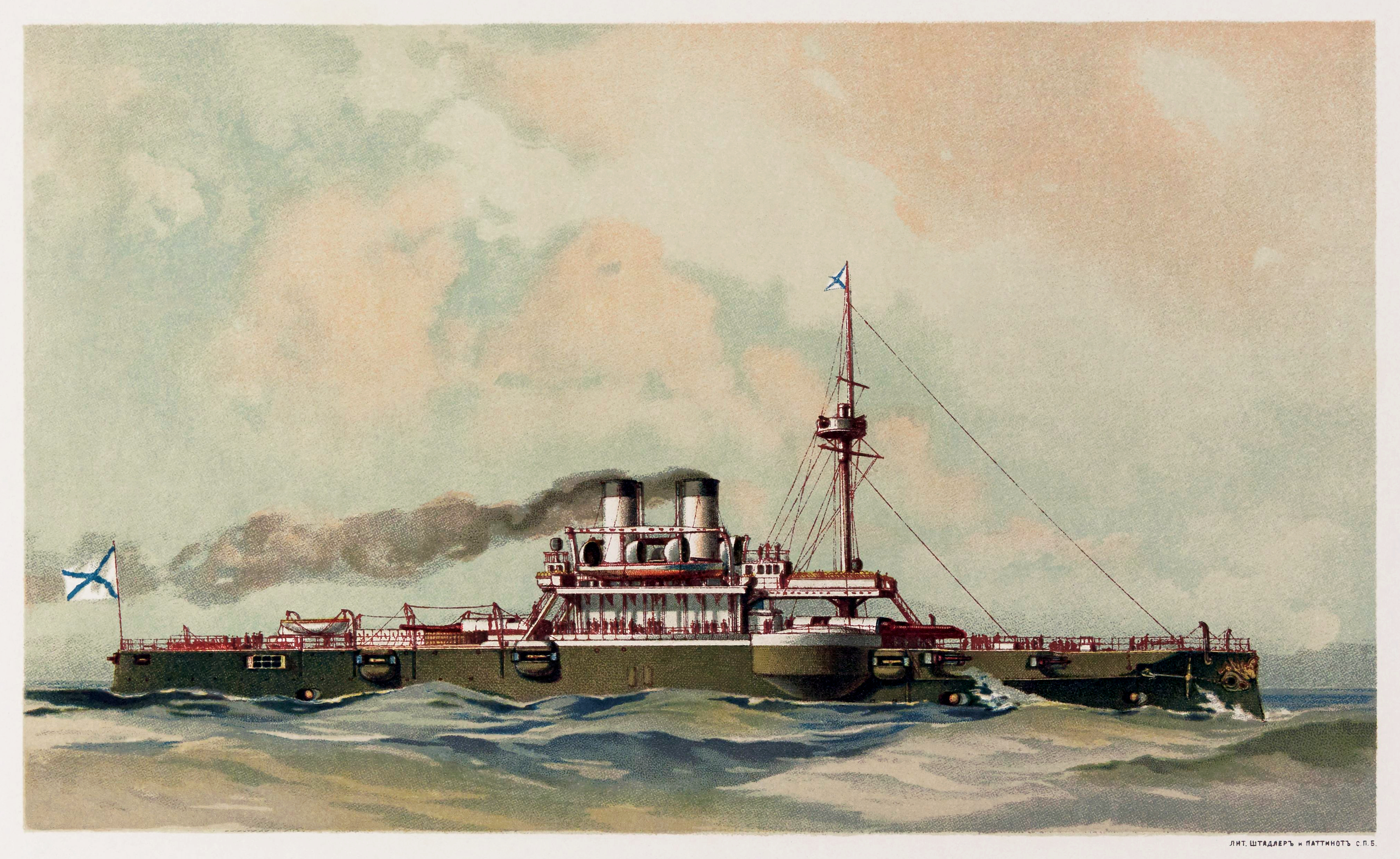
Броненосный корабль «Чесма», рис. 1892 г.

Поскольку на «Чесме» были установлены тяжёлые 305-мм орудия с длиной ствола 35 калибров, а барбетные установки были разнесены слишком широко, при наведении орудий главного калибра на траверз корабль получал значительный крен, весьма затруднявший стрельбу.
Броненосец благополучно дослужил до конца русско-японской войны, хотя у него неоднократно возникали неприятности с машинно-котельной установкой.
Катастрофа русского флота при Порт-Артуре и Цусиме заставляла бережно относиться к каждому оставшемуся кораблю, в том числе и устаревшему. В июне 1903 года Санкт-Петербургские заводы Металлический, Обуховский и Путиловский приступили к разработке проектов двухорудийной башенной установки, в которой предполагалось разместить новые 305-мм орудия Обуховского завода с длиной ствола в 40 калибров. Такие башенные установки предполагалось поставить на броненосец «Чесма», перевооружение которого предполагалось провести в ближайшее время, однако в июне 1905 года от планов по перевооружению броненосца отказались и предназначенные для него установки определили на броненосец «Иоанн Златоуст».
18 марта 1907 года «Чесма» была разоружена и сдана в порт на консервацию.
После 9 апреля 1912 года броненосец был выведен из активной службы и переименован в «Исключённое судно № 4». Летом того же года его начали использовать для проверки схемы бронирования новых дредноутов типа «Севастополь». Бывший броненосец отбуксировали к Тендровской косе и расстреляли с линейного корабля «Иоанн Златоуст». Также по броненосцу были проведены торпедные стрельбы.

Стрельба велась почти в упор. Осколки мощных «послецусимских» снарядов вместе с обломками судна-мишени долетали почти до борта содрогавшегося от залпов линкора «Иоанн Златоуст». А целью его комендорам служил старый корабль — эдакий симбиоз допотопного барбетного броненосца и новейшего дредноута. Это был один из первенцев русского броненосного кораблестроения «Чесма», в корпус которого «врезали» полномасштабный отсек балтийского линкора типа «Севастополь». Малая дальность стрельбы обеспечивала высокую точность попаданий (вплоть до конкретной броневой плиты), а реальную дальность морского боя имитировали уменьшением пороховых зарядов и приданием «Чесме» необходимого крена — таким образом изменялся угол встречи снаряда с бронёй.
Корпус расстрелянного броненосца до сих пор покоится на дне возле Тендровской косы (был найден аквалангистами Николаевского клуба «Садко»).

## Командиры
- 01.01.1886 — 1888 — капитан 1-го ранга Тыртов, Сергей Петрович
- хх.02.1888 — 1891 — капитан 1-го ранга Лавров, Иван Михайлович
- 01.01.1891 — 1895 — капитан 1-го ранга Вальронд, Константин Ростиславович
- хх.хх.1896 — хх.хх.1899 — капитан 1-го ранга Ирецкой, Александр Александрович
- 28.06.1899 — хх.хх.1901 — капитан 1-го ранга Феодосьев, Пётр Петрович
- 11.1901 — хх.хх.1903 — капитан 1-го ранга Баль, Митрофан Яковлевич
- хх.хх.1903 — 17.11.1903 — капитан 1-го ранга барон Нолькен, Магнус Генрихович
- 23.12.1903 — хх.хх.1907 — капитан 1-го ранга Бергель, Константин Владиславович